# Фридрих Еберхард фон Хоенлое-Кирхберг
Фридрих Еберхард фон Хоенлое-Кирхберг (на немски: Friedrich Eberhard zu Hohenlohe-Kirchberg; * 24 ноември 1672 в Лангенбург; † 23 август 1737 в Кирхберг ан дер Ягст) е граф на Хоенлое-Кирхберг (1699 – 1737).
Той е малкият син на граф Хайнрих Фридрих фон Хоенлое-Лангенбург (1625 – 1699) и втората му съпруга графиня Юлиана Доротея фон Кастел-Ремлинген (1640 – 1706), дъщеря на граф Волфганг Георг фон Кастел-Ремлинген (1610 – 1668) и графиня София Юлиана фон Хоенлое-Валденбург-Пфеделбах (1620 – 1682).
Брат е на Албрехт Волфганг (1659 – 1715), граф на Хоенлое-Лангенбург, Христиан Крафт (1668 – 1743), граф на Хоенлое-Ингелфинген. Фридрих Еберхард получава Хоенлое-Кирхберг.
От 1709 г. Фридрих Еберхард и съпругата му са опекуни на граф Август Франц Фридрих фон Кастел-Ремлинген (1705 – 1767), син на граф Волфганг Дитрих фон Кастел-Ремлинген (1641 – 1709), брат на майка му.
Той умира на 23 август 1737 г. на 64 години в Кирхберг ан дер Ягст и е погребан там.

## Фамилия
Фридрих Еберхард се жени на 18 януари 1702 г. в Пфеделбах за графиня Фридерика Албертина фон Ербах-Фюрстенау (* 7 октомври 1683; † 19 януари 1709), дъщеря на граф Георг Албрехт II фон Ербах-Ербах, господар на Фюрстенау-Райхенберг (1648 – 1717), и Анна Доротея Христина фон Хоенлое (1656 – 1724). Те имат децата: Те имат децата:
- Луиза Доротея (1703 – 1753)
- София Албертина (1704 – 1706)
- Ернст Фридрих Албрехт (*/† 1706)
- Карл Август (1707 – 1767), граф (1737 – 1767), от 1764 г. първият княз на Хоенлое-Кирхберг

Фридрих Еберхард се жени втори път на 5 декември 1709 г. в Нойенщат ам Кохер за принцеса Августа София фон Вюртемберг (* 24 септември 1691; † 1 март 1743), дъщеря на херцог Фридрих Август фон Вюртемберг-Нойенщат (1654 – 1716) и Албертина София Естер фон Еберщайн (1661 – 1728). Те имат дъщеря, която живее само два дена:
- Фридерика София (1710 – 1710)